# Port Barre
Port Barre é uma cidade  localizada no estado americano de Luisiana, na Paróquia de St. Landry.

## Demografia
Segundo o censo americano de 2000, a sua população era de 2287 habitantes.
Em 2006, foi estimada uma população de 2349, um aumento de 62 (2.7%).

## Geografia
De acordo com o United States Census Bureau tem uma área de
2,9 km², dos quais 2,9 km² cobertos por terra e 0,0 km² cobertos por água. Port Barre localiza-se a aproximadamente 8 m acima do nível do mar.

## Localidades na vizinhança
O diagrama seguinte representa as localidades num raio de 20 km ao redor de Port Barre.